# Arquibaldo (Disney)
O golfinho Arquibaldo é um personagem do universo Disney. Ele é o golfinho de estimação do Capitão Mobidique, e vivem várias aventuras juntos. Os dois personagens surgiram em conjunto, na mesma história. "A Whale of an Adventure", de março de 1967. Nesta história os dois salvam o Pato Donald de um afogamento. No Brasil, teve o título "A Baleia Mugidora", publicada em O Pato Donald 828, de 1967 e republicada em Disney Especial 7 de 1973.
Possui 73 histórias, com apenas 5 publicadas no Brasil  e em todas o Capitão Mobidique aparece junto.

## Nome em outros idiomas
- Alemão: Tümmi
- Dinamarquês: Mingo Marsvin
- Finlandês: Marius
- Francês: Poupy
- Grego: Πόρπυ
- Inglês: Porpy
- Italiano: Porpy
- Norueguês: Snipper
- Sueco: Tumle